# 機場快線シャトルバス

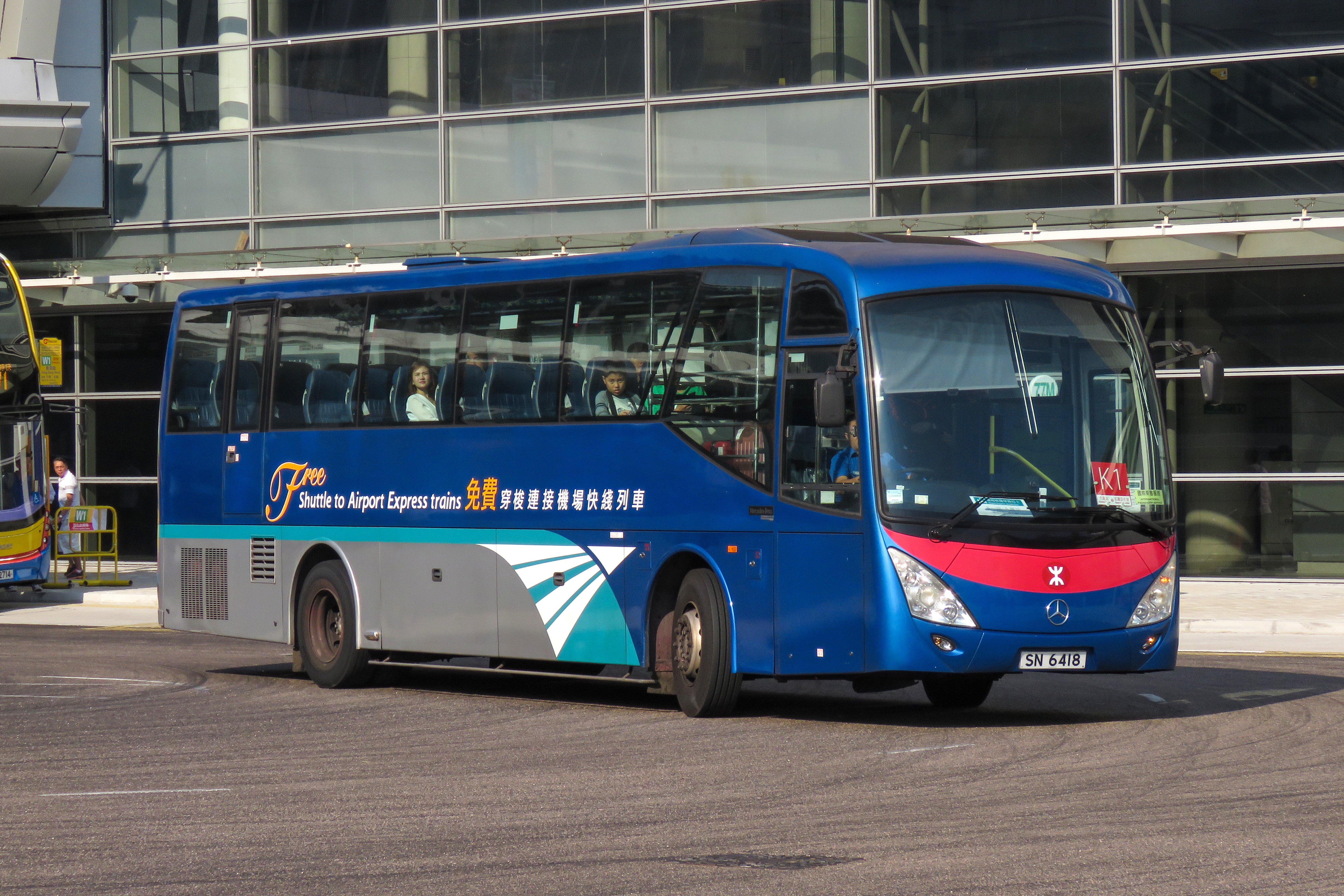
機場快線シャトルバスK1線

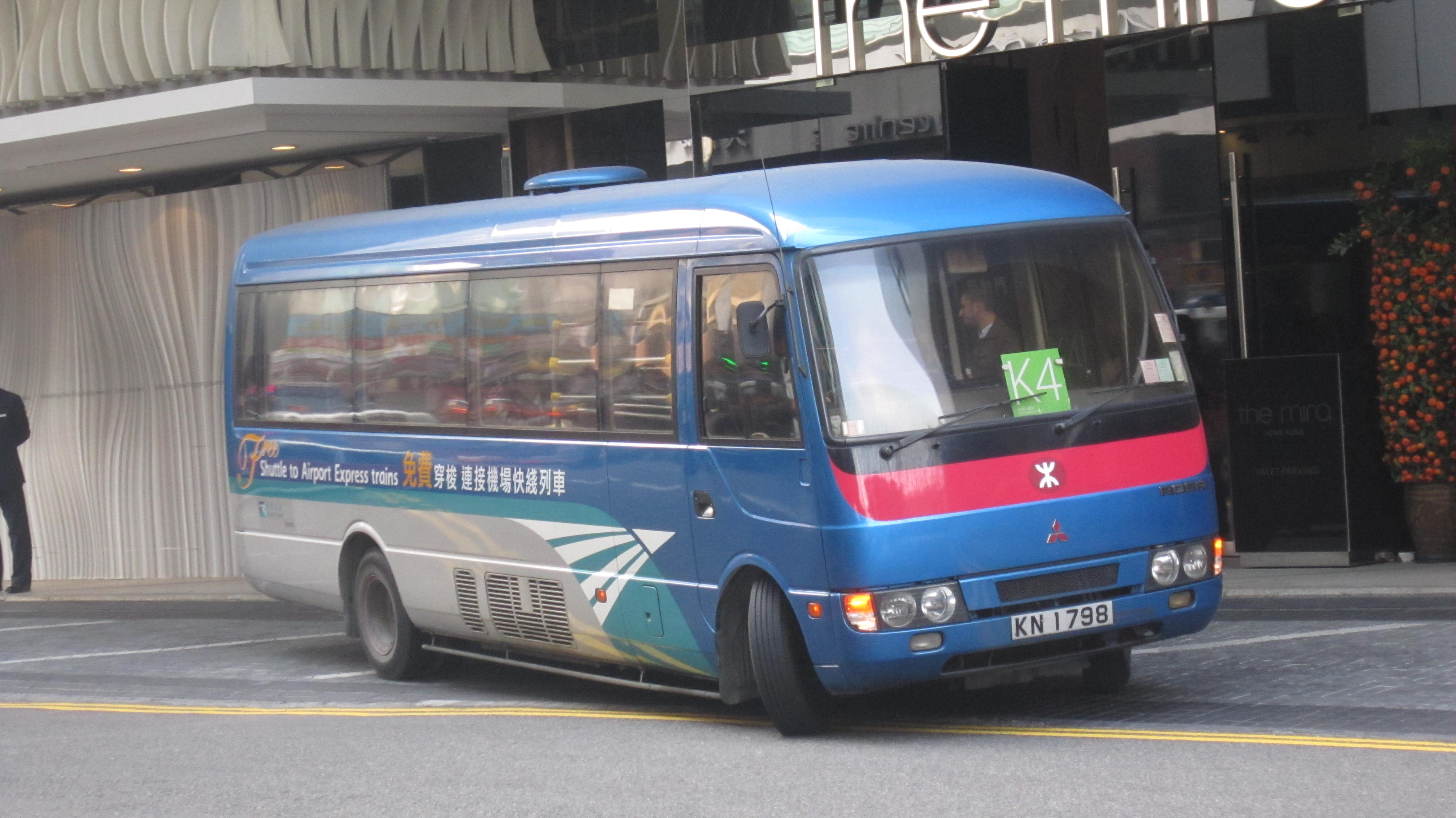
K4線

機場快線シャトルバス（きじょうかいせんしゃとるばす、中国語: 機場快綫穿梭巴士; 粤拼: Gei1 coeng4 faai3 sin3 cyun1 so1 baa1 si6; イェール式広東語: Gēi chèung faai sin chyūn sō bā sih、英語：Airport Express Shuttle Bus）は、香港鉄路有限公司（MTR）が特定の機場快線の乗客に提供していた無料シャトルバスサービスである。
シャトルバスは泰豊遊覽車が運営しており、機場快線の列車と同じ塗装を施されていた。
2020年6月30日限りで廃止された。

## 歴史
香港地下鉄（今の港鉄）は、機場快線の運営開始後から、シャトルバスのサービスを香港国際空港から/まで往復する乗客の便宜を図って提供している。最初からは機場快線沿線の駅発のバスは乗車時は必ず次の証明や八達通カードを呈示しなければならないが、駅方面の場合は誰でも乗れるような状況であった。しかし、運輸署がおとり捜査を行って上記の違法行為に気がついたため、2006年11月6日からはもっと厳しい規則を設けることを余儀なくされる。駅発のバスへの乗車時は機場快線の搭乗記録のある八達通カードだけを持つ場合でも乗車不可、その一方で駅行のバスは更なる厳格な点検で機場快線の駅で乗車券を購入しようとする、または空港へ遊ぶための一般市民の乗車を禁止している。
2016年、法律の変更により、団体搭乗券や機場駅へ往復する乗車記録のある八達通カードでの登場は許され始めたが、香港国際空港関係者八達通カードやアジアワールド・エキスポ入場券を持つ者は搭乗不可になった。
2020年、新型コロナウイルス流行の影響で香港への入境旅客が激減した事をきっかけに、4月10日よりサービスが一時休止され、6月30日に正式廃止され、22年間の歴史を閉じた。

## 概要
機場快線シャトルバスは主として機場快線の乗客と、機場快線香港駅と九龍駅その周辺のホテルや乗換駅を対象とする。法律の制限により、乗車時は次のいずれかを呈示することが要求されている：
- 機場快線の乗車券（機場駅の片道、往復、団体割引乗車券に限る。博覧館駅の場合は使用不可）やそのQRコード、または
- 機場快線旅游票と身分証明書、または
- 機場快線機場駅の往復入場記録のある八達通カード（博覧館駅の場合は使用不可）、または
- 乗車当日の航空券、または搭乗券

市内の駅から乗車し、かつ上記のいずれかの乗車券でシャトルバスに搭乗する場合は、予め乗り場でその乗車券でバス乗車券を受け取ることが必要である。バス乗車時、バス乗車券を関係人に呈示すると乗車することができる。その時バス乗車券は回収される。

## 路線
機場快線無料シャトルバスは、香港駅往復の2路線と九龍駅往復の5路線を運営していた。

### 香港駅往復
| 路線 | 対象範囲       | 営業時間      | 運転間隔 | 経由 |
| ---- | -------------- | ------------- | -------- | --- |
| H1   | 湾仔、金鐘     | 06:12 - 23:12 | 20分ごと | 香港コンベンション・アンド・エキシビション・センター→萬麗海景酒店→香港君悦酒店→世紀香港酒店→太古廣場→香港JW萬豪酒店→香港華美粤海酒店→湾仔皇悦酒店 |
| H2   | 港島西         | 06:12 - 23:12 | 20分ごと | 香港蘇豪智選假日酒店→富薈上環酒店→宜必思香港中上環酒店→華麗海景酒店→香港萬宜酒店 / 香港華大盛品酒店→港島太平洋酒店                                |
| H3   | 銅鑼湾         | 06:12 - 23:12 | 20分ごと | 銅鑼湾皇悦酒店→香港銅鑼湾維景酒店→富豪香港酒店→香港珀麗酒店→柏寧酒店                                                                              |
| H4   | 炮台山, 港島東 | 06:12 - 23:12 | 20分ごと | 富薈炮台山酒店→港島海逸君綽酒店→城市花園酒店→宜必思北角酒店→北角海逸酒店                                                                          |

### 九龍駅往復
| 路線 | 対象範囲           | 営業時間      | 運転間隔 | 経由                                                                                                   |
| ---- | ------------------ | ------------- | -------- | --- |
| K1   | 紅磡と佐敦         | 06:12 - 23:12 | 15分ごと | 佐敦駅（柯士甸道）→紅磡駅→都会海逸酒店→黄埔花園（徳安街）→九龍海逸君綽酒店→香港逸東「智」酒店→柯士甸駅 |
| K2   | 尖沙咀広東道 周辺  | 06:12 - 23:12 | 15分ごと | 太子酒店→港威酒店→馬哥孛羅香港酒店→九龍酒店 / 半島酒店→朗廷酒店→皇家太平洋酒店 / 中国客運碼頭          |
| K3   | 尖沙咀麼地道周辺   | 06:12 - 23:12 | 15分ごと | 香港金域假日酒店→香港尖沙咀凱悦酒店→富豪九龍酒店→唯港薈→香港日航酒店→海景嘉福酒店→九龍香格里拉大酒店   |
| K4   | 尖沙咀金巴利道周辺 | 06:12 - 23:12 | 15分ごと | 香港喜来登酒店 / 尖東駅→百楽酒店→帝楽文娜公館→尖沙咀皇悦酒店→龍堡国際                                  |
| K5   | 旺角と大角咀       | 06:12 - 23:12 | 20分ごと | 城景国際→九龍維景酒店→帝京酒店→旺角維景酒店→香港旺角帝盛酒店                                           |